# Torpeda Bliss-Leavitt 5m x 21-inch Mark I
Bliss-Leavitt 5m x 21-inch Mark I – amerykańska eksperymentalna torpeda kalibru 533 mm skonstruowana w 1903 roku przez E.W. Bliss Company celem demonstracji praktycznej użyteczności rozgrzanego powietrza. United States Navy zamówiła dwie torpedy tego wzoru, żadna jednak nie została wydana flocie. Oryginalnie torpeda nosiła oznaczenie Bliss-Leavitt 5m x 21-inch – w roku 1908 jednak zostało ono zmienione na Bliss-Leavit 5m x 21-inch Mark I Mod 1.